# Zuidervaartje
El Zuidervaartje és un canal de desguàs i afluent del canal Leopoldkanaal a la província de Flandes Occidental a Bèlgica.

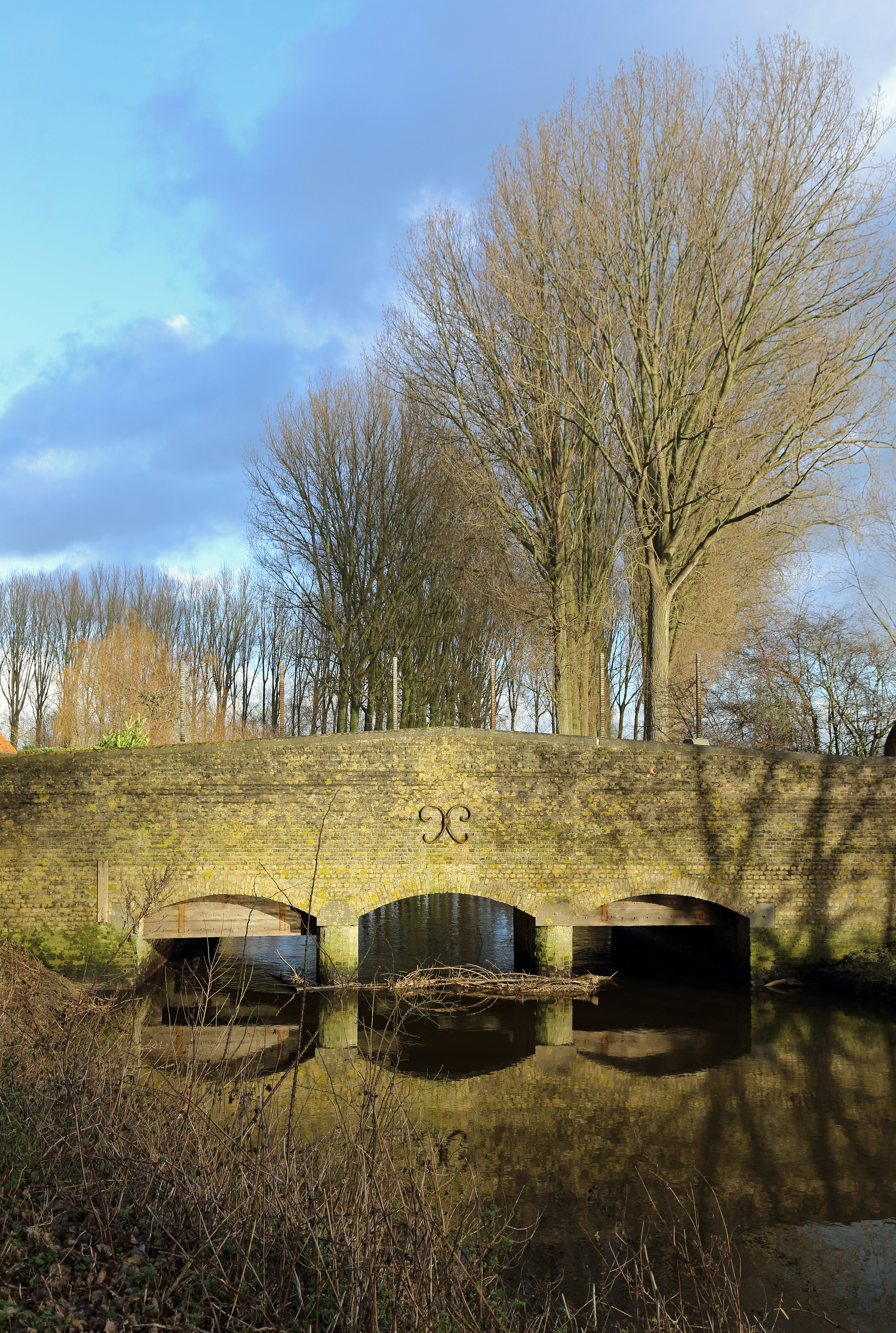
El pont al Sluissedijk

A l'origen és probablement un curs d'aigua natural que des del 1275 va ser canalitzat per integrar-lo en els fossats de la segona muralla de Bruges. Neix al barri de Moerbrugge d'Oostkamp, a la desembocadura del Rivierbeek al Canal Gant-Bruges, passa per Assebroek on rep les aigües del Sint-Trudoledeken, Sint-Kruis, Damme, on rep les aigües del Maleleie i desemboca al Leopoldkanaal a Oostkerke.
El nom significa «petit canal de migdia».
Afluents
- Maleleie
- Sint-Trudoledeken
- Kerkebeek

## Monuments llistats al canal
- El pont a esquena d'ase al carrer Oude Sluissedijk a Damme amb tres arcs de maons, segona meitat del segle xix.[1]
- El pont de l'«Apertje» en estil Art déco[4]